# スワン (ブランド)
スワン（SWAN）は、日本の企業・有限会社アセンドアイのアダルトゲームブランドである。

## 概要
1995年に有限会社サイ・メイト（SAI-MATE, Ltd.）として創業し、セガサターン対応のコンシューマーゲームを開発していたが発売は『パップ・ブリーダー』と『闘龍伝説エランドール』（アーケード版はテクモ販売）の2タイトルに留まった。サイ・メイトの所属スタッフは1999年に系列企業・アクアハウスへ移り、アダルトゲーム開発が主体となる。その後、2006年にアクアハウスが活動を休止したことに伴い同社の所属スタッフの大半が休眠状態であったサイ・メイトへ移籍し、同年8月22日付でサイ・メイトの社名をアセンドアイへ変更すると共に新ブランド・スワンを立ち上げた。
2012年まではフルプライス3ブランドと低〜中価格帯3ブランドの計6ブランドを有しており、チーム制ではなく作品のシチュエーション別にブランドを使い分ける形を採っており、この時期にはスワンアイの第3作『孕ら☆みん!!』の登場人物である相原愛璃が系列ブランド全体における事実上のマスコットキャラクターとなっていた。また、2009年12月7日に設立されたiSWANではiOS（iPhone/iPod touch/iPad）およびAndroid対応アプリケーションを開発・販売しているが、同ブランドでは年齢制限の掛かる性表現を含む作品は発売されていない。
2013年から2014年は低価格タイトルの発売を取りやめてフルプライスのみを発売する方針に転換した。2015年、新ブランド・Mの時間を立ち上げて3年ぶりの低価格タイトルとなる『絶対君主! 小夜様!』をダウンロード限定で発売する。

## 特徴
スワニメーション（SwAnimation）と呼ばれるアニメーションを用いた演出を重視している。低価格ブランドのタイトルでは原則として近作や次回作のプロモーションムービーがエクストラモードで2本収録されており、初期のフルプライス作品では低価格ブランドのタイトルを含めた全作品のムービーが収録されていた。2010年以降に発売された低価格ブランド発売タイトルではプロモーションムービーが作成されていないタイトルもある。
初期のスワンアイ作品は、ダウンロード販売の開始に際してパッケージ版（販売協力・ホビボックス）の内容に立ち絵鑑賞モードと壁紙作成モードを追加した「特別版」仕様となっている。フルプライス作品のダウンロード販売は2009年より開始されたが、2010年以降はフルプライス作品についても低価格タイトルと同様の扱いとなりパッケージ版と同日にダウンロード販売を開始するようになった。

### 妊婦属性へのこだわり
フルプライスのスワンアイおよびスワンアイ+作品では「孕ませ」を売りにしたタイトルが多く、2008年発売のスワンアイ第4作「孕ら☆カノ!!」以降は妊婦属性に特化した「ボテもえ」ブランドを自称するようになっている。また、スワンアイ作品の大半で主人公の実母及び実姉妹が近親相姦の関係を持ち、主人公の子供を妊娠するシチュエーションが含まれる点も大きな特徴である。スワンアイの「ボテもえ」路線は2008年後半より低価格ブランドのスワンやスワンマニアにも波及し、この時期以降の発売タイトルではほとんど全作品でヒロインが主人公の子供を妊娠する描写が含まれるようになっていたが2011年以降は必ずしもこの傾向に当てはまらないタイトルも発売されている。
スワン、スワンマニア、スワンアイおよびスワンアイ+の作品では強姦や輪姦などの不本意な性行為が描かれることは稀であり、登場するヒロインは概して主人公と性的関係を持って子供を妊娠することに積極的である。スワン作品においてはほとんどの場合、妊娠が肯定的に描写されており経済的理由（孕ら☆みん!!）や近親相姦の結果の妊娠（孕ら☆ちゅちゅっ!!）において中絶の可能性が示唆される場合も稀に有るが、実際に中絶へ至る展開は皆無である。ブランドカラーとして鬼畜・陵辱をメインに打ち出している黒鳥はこの限りではなく、ヒロインが強姦によって望まぬ妊娠をしたり複数の男に輪姦され父親不明の子供を妊娠する陰鬱な描写も見られた。
なお、低価格ブランドのダークスワンから発売されたタイトルに関してはヒロインが妊娠・出産に至る描写自体が存在しない。

## 主なスタッフ
専属・外注の別は不明。
シナリオ
- 南条巴
- 月待兎
- 神城綾斗
- 氷角砂糖

原画
- 文月紫
- 鬼MAYUGE
- 梅田かしこ
- くるみみかん
- 桃竜
- 越後雛
- 涼平りょうへい
- 因幡なる

音楽
- Arp
- ジン

## 作品リスト
2006年から2010年までに発売されたタイトルはコンテンツ・ソフト協同組合（CSA）メディア倫理委員会（メディ倫）、2011年以降のタイトルは映像倫理機構の審査を受けている（iSWANのアプリは除く）。

### フルプライス
パッケージ版とダウンロード版の発売日が異なる場合は両方の発売日を記載する。

#### スワンアイ
スワンアイ（SWAN EYE）は低価格版の基幹ブランド・スワンの上位ブランドだが、ほとんどのタイトルでヒロイン全員が主人公の子供を妊娠し臨月間近の状態で性交する描写（いわゆる「迎え棒」）が含まれるのが特徴である。全タイトルとも文月紫が原画・キャラクターデザインを担当している。『ひとづままん!!』まではCSA、『SEX戦争』以降は映像倫審査。
| タイトル                                                     | 発売日         | 発売日         | 備考 |
| タイトル                                                     | パッケージ版   | ダウンロード版 | 備考 |
| ------------------------------------------------------------ | -------------- | -------------- | ---- |
| 孕ら☆ハラっ!! 〜中出し学園せ〜かつ〜                         | 2008年6月29日  | 2009年10月16日 |      |
| しる☆シルっ!! 〜潮吹きお嬢様はHすぎますっ〜                  | 2008年11月16日 | 2009年11月20日 |      |
| 孕ら☆みん!! 〜催眠中だし子づくり宣言〜                       | 2008年5月30日  | 2009年12月25日 |      |
| 孕ら☆カノ!! 〜あの娘とラブラブ孕ぼて性活〜                   | 2008年10月24日 | 2010年3月19日  |      |
| 孕ら☆ちゅちゅっ!! 〜咬めばあの娘もHな天使〜                  | 2009年3月27日  | 2010年4月23日  |      |
| ひとづままん!! 〜孕んだくノ一妻みごろ〜                      | 2009年8月28日  | 2010年5月14日  |      |
| SEX戦争 〜愛あるエッチは禁止ですっ!〜                        | 2012年8月31日  | 2012年8月31日  |      |
| リア充爆発しろ! 〜変身能力手に入れたんだけど質問ある?〜      | 2013年1月25日  | 2013年1月25日  |      |
| 魁! めたもるふぁっく学園! 〜黄金の恥丘とパンツの秘宝〜       | 2013年7月26日  | 2013年7月26日  |      |
| 聖・ちゃくエロ学園 〜脱ぎかけぶっかけお嬢様!〜               | 2013年11月29日 | 2013年11月29日 |      |
| 私たち・花のオシオキ部! 〜やられたらヤりかえす…エロ返しだ!〜 | 2014年3月28日  | 2014年3月28日  |      |
| らぶぽて学園 〜あなたの子種で孕みたい〜                      | 2014年10月31日 | 2014年11月14日 |      |

#### スワンアイ+
2009年に新設されたスワンアイ+（SWAN EYE Plus）はマニアックな描写を売りにしており、低価格版のスワンマニアに対する上位ブランド的なポジションに置かれているが現在は事実上、スワンアイへ再統合された状態となっている。全タイトルともCSA時代の審査。
| タイトル                                    | 発売日         | 発売日         | 備考                       |
| タイトル                                    | パッケージ版   | ダウンロード版 | 備考                       |
| ------------------------------------------- | -------------- | -------------- | -------------------------- |
| ままん教室 〜未来のHなお勉強〜              | 2009年10月30日 | 2010年6月4日   |                            |
| ひめ恋☆ふぇち恋 〜あの娘の性癖に異常アリ!〜 | 2011年10月29日 | 2011年10月29日 | ダウンロード版限定仕様アリ |

#### 黒鳥
2011年に新設された黒鳥（こくちょう）は、かつて低価格ブランド・ダークスワンが手がけていたハードな陵辱描写をメインとする。全タイトルとも鬼MAYUGEが原画・キャラクターデザインを担当している。全て映像倫の審査。
| タイトル                                              | 発売日         | 発売日         | 備考               |
| タイトル                                              | パッケージ版   | ダウンロード版 | 備考               |
| ----------------------------------------------------- | -------------- | -------------- | ------------------ |
| 牝辱の穴ウメ 〜学園報復戦争〜                         | 2011年6月24日  | 2011年6月24日  |                    |
| 肉欲接待プロデュース 〜穴がブッ壊れるまで使ってやる〜 | 2011年9月30日  | 2011年9月30日  |                    |
| 濁悪催眠180秒 〜目が覚めたら非処女になっていた〜      | 2012年2月24日  | 2012年2月24日  |                    |
| NTR48 〜俺の家族が寝取られるまでの48日間〜            | 2012年6月29日  | 2012年6月29日  |                    |
| ムスメ生存遊戯1/5                                     | 2012年11月30日 | 2012年11月30日 |                    |
| お前は獣人肉便器 〜タネヅケ無限ループ〜               | 2013年3月29日  | 2013年3月29日  |                    |
| 雨音スイッチ 〜やまない雨と病んだ彼女そして俺〜       | 2013年7月26日  | 2013年7月26日  |                    |
| シオリノコトハ 〜密室図書館の生贄〜                   | 2013年11月29日 | 2013年11月29日 |                    |
| 心壊少女 〜僕は彼女が×××されるのを目撃した〜          | 2014年3月28日  | 2014年4月4日   |                    |
| 催眠中毒 〜夫が知らない妻の顔〜                       | 2014年10月31日 | 2014年11月14日 |                    |
| 催眠スイッチ〜教師の卑劣な罠〜                        |                | 2016年2月26日  | ダウンロード版のみ |

### 低価格・ミドルプライス
特記無き場合、パッケージ版・ダウンロード版とも同日発売。

#### スワン
スワン（SWAN）は低〜中価格帯タイトルの基幹ブランドで、ブランドカラーは「純愛系」とされている。2010年は新作発売が無かったが、2011年より活動を再開した。
フルプライス作品のファンディスクも本ブランドより発売されている。和姦や甘やかせ系のヒロインがメインとなっており、ブランドの立ち上げ当初は特に「孕ませ」を強調した路線ではなかったが上位ブランド・スワンアイや姉妹ブランド・スワンマニアからの影響もあるためか、2009年以降の発売タイトルでは本ブランドでもヒロインが妊娠する描写が多用されている。但し、妊娠中の性交を伴う描写はスワンアイやスワンマニアに比べると少なめである。『桃色調教』まではCSA、『孕ら☆パラっ!!』以降は映像倫の審査。
| タイトル                                              | 発売日         | 備考           |
| ----------------------------------------------------- | -------------- | -------------- |
| 姉妹えっち 〜俺が教師で兄で他人で〜                   | 2006年11月24日 |                |
| 俺の彼女はロリで巨乳で秋葉系                          | 2007年1月12日  |                |
| ゆ〜わく恋愛 〜実は巨乳でムチムチで〜                 | 2007年2月16日  |                |
| ねえ・姉パラダイス 〜俺と姉ちゃんの甘甘生活〜         | 2007年8月24日  |                |
| おっぱいナース! 〜白衣の搾乳病棟〜                    | 2008年2月29日  |                |
| ら・ぶ・ら・ぶ調教 ふたご姉妹                         | 2008年3月27日  |                |
| おっぱいティーチャー 〜むちムチ性教育〜               | 2008年6月27日  |                |
| べ、別にあんたの為に教えてあげるんじゃないんだからね! | 2008年12月19日 |                |
| ねぇ〜お兄ちゃぁ〜ん 〜妹たちのドッキドキ誘惑合戦!〜  | 2009年5月29日  |                |
| クールなあの娘のHな妄想                               | 2009年7月31日  |                |
| 保健室のミサキ先生                                    | 2009年9月25日  |                |
| 桃色調教 〜めざせHなお嬢様〜                          | 2009年11月27日 |                |
| 孕ら☆パラっ!! 〜スワン中出しパラダイス〜              | 2011年4月22日  | ファンディスク |
| めざせっエロ漫画家 〜わたし処女ですけど!?〜           | 2011年8月26日  |                |
| 処女卒業っ! 〜私で童貞捨てませんか?〜                 | 2012年3月30日  |                |

#### スワンマニア
スワンマニア（SWAN MANIA）は特定のフェティシズムに訴える描写をメインとするブランドで、基幹ブランドのスワンを上回るタイトル数を発売している。
初期は他のブランドに比してファンタジーやSF的要素の入った世界観を有するタイトルも見られたが、2008年7月発売の『となりのお姉さんは巨乳OL』以降はほとんどのタイトルでヒロインの妊娠および妊婦状態での性交描写が含まれるようになっている。『様々な媚薬を作り出し、女の子をエロエロにしちゃおう』まではCSA、『おっぱい小さくて何が悪いのさ!』以降は映像倫の審査。
| タイトル                                             | 発売日         | 備考 |
| ---------------------------------------------------- | -------------- | ---- |
| 俺の手でイけ 〜痴漢の日々〜                          | 2006年12月8日  |      |
| 誘ってオトして催淫術!                                | 2006年12月22日 |      |
| 淫妹LOVE                                             | 2007年3月30日  |      |
| 尽くして愛DOLL! 〜マスター大好きっ〜                 | 2007年5月25日  |      |
| 感汁・魔汁・ぶっかけ性活                             | 2007年6月29日  |      |
| イケナイ妹Life                                       | 2007年9月21日  |      |
| シましょっ! 〜Hと恋のお勉強〜                        | 2007年10月26日 |      |
| 覗いちゃだめっ! 〜ドキドキ女子寮かんさつ〜           | 2007年12月14日 |      |
| となりのお姉さんは巨乳OL                             | 2008年7月25日  |      |
| 人妻お姉さんとツンデレ幼なじみの孕んだ関係           | 2008年8月29日  |      |
| 姉は教師で新人メイド 〜ラブラブ孕ませ性活!〜         | 2008年9月26日  |      |
| 孕ら巫女姉妹                                         | 2008年11月28日 |      |
| 孕ませ人妻姉妹 〜兄嫁と弟嫁は俺の性妻〜              | 2009年2月27日  |      |
| ヤンもえ双子姉妹 〜病んで孕んで愛されて…〜           | 2009年4月24日  |      |
| 孕ら妻ナース!!                                       | 2009年6月26日  |      |
| 姉のいいなり                                         | 2009年12月25日 |      |
| 性処理くらぶ 〜いっぱいヌいてあげる♪〜               | 2010年2月26日  |      |
| 中出し孕ませ母娘どんぶり                             | 2010年3月26日  |      |
| ザーメンジャンキー 〜早くちょうだい、濃厚ミルク〜    | 2010年4月30日  |      |
| ふたぽこ☆みっくす                                    | 2010年6月25日  |      |
| 性処理くらぶ2 〜コスって伸びる新人教育〜             | 2010年8月27日  |      |
| ふたりはドM委員長!                                   | 2010年9月24日  |      |
| 君だけのボテドル! 〜白濁まみれの天使〜               | 2010年11月26日 |      |
| 様々な媚薬を作り出し、女の子をエロエロにしちゃおう   | 2010年12月24日 |      |
| おっぱい小さくて何が悪いのさ!                        | 2011年1月28日  |      |
| 極嬢監禁らいふ! 〜男は黙ってご奉仕なさい〜           | 2011年3月31日  |      |
| デリコス! 〜お電話一本、私をお届け〜                 | 2011年7月29日  |      |
| めたもるふぁっく運動会! 〜飛び込めパンツの向こう側〜 | 2011年11月25日 |      |
| ギャル処女!?                                         | 2011年12月22日 |      |
| 乱交コンパ★ 〜新入社員にHなご褒美〜                  | 2012年4月22日  |      |
| ロリぽこ 〜中出し妊娠させ放題〜                      | 2012年9月28日  |      |

#### ダークスワン
ダークスワン（DARK SWAN）は鬼畜・陵辱系に分類されるハードな描写をメインとするブランドで、他ブランドで発売される作品の多くがライトタッチな世界観を有しているのに対して陰惨な世界観で占められている。2008年以降は新作の発表が無く活動休止状態が続いているが、ブランドの路線は前述の黒鳥へ継承されている。全タイトルともCSA時代の審査。
| タイトル                          | 発売日        | 備考 |
| --------------------------------- | ------------- | ---- |
| 魔女姦堕 〜神父に狩られる女たち〜 | 2007年1月26日 |      |
| 乱交地獄 〜泥濘に堕ちる女〜       | 2007年2月23日 |      |
| 姦禁飼育ホテル                    | 2007年4月27日 |      |

#### Mの時間
Mの時間（エムのじかん）は、2015年に発足したマゾヒズムに特化した低価格ブランドである。このブランドのタイトルはダウンロード販売限定で、パッケージ版は製造していない。全タイトルとも映像倫の審査。
| タイトル          | 発売日（ダウンロード版のみ） | 備考 |
| ----------------- | ---------------------------- | --- |
| 絶対君主! 小夜様! | 2015年2月13日                | 2022年にNintendo Switchで『絶対君主！小夜様 ～バイト面接に行ったら小夜様の下僕だった件～ My Lady Sayo』としてリメイクされた。 |

### iSWAN
iSWAN（アイスワン）はiOS（iPhone/iPod touch/iPad）、Android対応アプリケーション用のブランド。年齢制限の掛かる作品は発売されていない。
| タイトル         | 発売日        | 発売日        | 備考     |
| タイトル         | iOS版         | Android版     | 備考     |
| ---------------- | ------------- | ------------- | -------- |
| 大富豪しよっ!    | 2009年12月7日 | 2010年7月11日 |          |
| 花札しよっ!      | 2011年2月5日  | 2012年4月11日 |          |
| 大富豪しよっ! DX | 2011年5月4日  | -             | iPad専用 |